# Miguel Ibarra Tixe
Miguel Washington Ibarra Tixe (New York, 8 settembre 1984) è un ex calciatore statunitense naturalizzato ecuadoriano,.